# Ardentown
Ardentown es una villa ubicada en el condado de New Castle en el estado estadounidense de Delaware. En el año 2000 tenía una población de 300 habitantes y una densidad poblacional de 506.9 personas por km².

## Geografía
Ardentown se encuentra ubicado en las coordenadas 39°48′33″N 75°29′1″O / 39.80917, -75.48361.

## Demografía
Según la Oficina del Censo en 2000 los ingresos medios por hogar en la localidad eran de $64,286, y los ingresos medios por familia eran $72,500. Los hombres tenían unos ingresos medios de $63,125 frente a los $31,875 para las mujeres. La renta per cápita para la localidad era de $35,577. Alrededor del 2.5% de la población estaban por debajo del umbral de pobreza.